# Pavel Dědeček

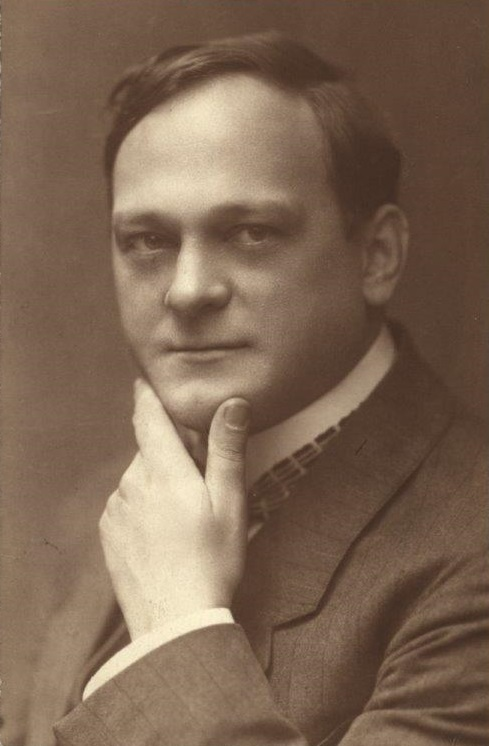
Pavel Dědeček

Pavel Dědeček (Praag, 27 december 1885 – aldaar, 23 november 1954) was een Tsjechisch muziekpedagoog en dirigent. 

## Levensloop
Dědeček was werkzaam als dirigent in Brno en Bratislava alsook van 1945 tot 1948 als directeur van de opera te Pilsen. Hij was docent en later professor aan het Státní konservatori hudby v Praze en aan de Akademie múzických umení v Praze (AMU) te Praag. Tot zijn leerlingen behoorden Raphael Schächter, Zbynek Vostrak, Karel Husa, Hynek Sluka, Jindřich Praveček, Rafael Kubelík, Václav Neumann, Václav Smetáček, Karel Ančerl, Viktor Kalabis, Tibor Andrašovan, Karel Berman, Jarmil Burghauser, Jan Hanuš, Miloslav Kabeláč, Jiři Strniště, Otakar Trhlík en Václav Trojan.